# Petra
Petra je žensko osebno ime.

## Izvor imena
Ime Petra je ženska oblika imena Peter

## Različice imena
Pera, Perina, Perka, Petja, Petrija, Petrina, Petruša, Pjerina

## Tujejezikovne oblike imena
- pri Angležih: Petra
- pri Francozih: Pierette, Perrette, Pierrine
- pri Italijanih: Piera, Pierina
- pri Nemcih: Petra, Petje, Peekje
- pri Nizozemci: Peetje

## Pogostost imena
Po podatkih Statističnega urada Republike Slovenije je bilo na dan 31. decembra 2007 v Sloveniji število ženskih oseb z imenom Petra: 9.192. Med vsemi ženskimi imeni pa je ime Petra po pogostosti uporabe uvrščeno na 15. mesto.

## Osebni praznik
V koledarju je ime Petra uvrščeno k imenu Peter.

## Znane osebe
- Petra Majdič, tekačica na smučeh
- Petra Kerčmar, televizijska voditeljica